# Catherine Vasa (1539-1610)
Pour les articles homonymes, voir Catherine de Suède.
Catherine Vasa (en suédois : Katarina av Sverige) est une princesse suédoise née le 6 juin 1539 à Stockholm et morte le 21 décembre 1610 à Berum. Fille du roi Gustave Ier et de sa seconde épouse, la reine Marguerite Lejonhufvud, elle est la femme du comte de Frise orientale Edzard II.

## Biographie
Catherine est le deuxième des dix enfants et la première fille issue de l'union de Gustave Ier, roi de Suède depuis 1524, et Marguerite Lejonhufvud. Son mariage avec Edzard Cirksena, le fils du comte de Frise orientale Ennon II, est conçu comme le prolongement du traité de commerce conclu entre le comté de Frise orientale et le royaume de Suède en 1557 par l'entremise du diplomate suédois Dionysius Beurræus (sv).
Les noces d'Edzard et Catherine sont célébrées à Stockholm en 1559. Durant son séjour en Suède, le frère cadet d'Edzard, Jean, défraie la chronique lorsqu'il est surpris au lit avec Cécile, la sœur cadette de Catherine. Ce n'est que deux ans plus tard, en 1561, qu'Edzard et Catherine peuvent se rendre en Frise orientale. La nouvelle comtesse défend avec vigueur les intérêts de son mari face à ceux de Jean, qui souhaite obtenir un partage du pouvoir entre eux.
Après la mort d'Edzard, en 1599, Catherine se retire au château de Berum (de), où elle réside jusqu'à sa mort en 1610.

## Mariage et descendance
Catherine se marie le 1er octobre 1559 avec le comte de Frise orientale Edzard II. Ils ont dix enfants :
- Marguerite (22 novembre 1560 – 8 septembre 1588) ;
- Anne (26 juin 1562 – 21 avril 1621), épouse en 1583 l'électeur palatin Louis VI (mort en 1583), puis en 1585 le margrave Ernest-Frédéric de Bade-Durlach (mort en 1604), puis en 1617 le duc Jules-Henri de Saxe-Lauenbourg ;
- Ennon III (30 septembre 1563 – 19 août 1625), comte de Frise orientale ;
- Jean III (1566 – 29 septembre 1625), comte de Rietberg ;
- Christophe (nl) (1569-1636) ;
- Edzard (1572-1573) ;
- Élisabeth (1572-1573) ;
- Sophie (5 juin 1574 – 20 mars 1630) ;
- Charles-Othon (1577 – 28 février 1603) ;
- Marie (1er mai 1582 – 9 juillet 1616), épouse en 1614 le duc Jules-Ernest de Brunswick-Dannenberg.